# Norman Lamont
Norman Stewart Hughson Lamont, baron Lamont of Lerwick (ur. 8 maja 1942 na Szetlandach) – brytyjski polityk, członek Partii Konserwatywnej, minister w rządach Margaret Thatcher i Johna Majora.
Wykształcenie odebrał w Loretto School w Edynburgu oraz w Fitzwilliam College na Uniwersytecie w Cambridge. W 1964 r. został przewodniczącym Cambridge Union Society. Po studiach pracował w branży finansowej (głównie w N M Rothschild & Sons). W czerwcu 1970 r. wystartował w wyborach do Izby Gmin w okręgu Kingston upon Hull East, ale przegrał wybory z Johnem Prescottem. Do Izby Gmin dostał się w maju 1972 r. wygrywając wybory uzupełniające w okręgu Kingston-upon-Thames.
Po dojściu konserwatystów do władzy w 1979 r. został podsekretarzem stanu w ministerstwie energii. Był nim do 1981 r. Później był ministrem stanu w ministerstwie przemysłu (1981–1983), ministrem stanu w departamencie handlu i przemysłu (1983–1985), ministrem stanu ds. zaopatrzenia armii (1985–1986), finansowym sekretarzem skarbu (1986–1989). W 1989 r. został naczelnym sekretarzem skarbu. W wyborach na lidera konserwatystów w 1990 r. poparł Johna Majora. Kiedy Major został premierem powierzył Lamontowi stanowisko kanclerza skarbu. Lamont opowiadał się za przystąpieniem Wielkiej Brytanii do strefy ERM. Wydarzenia Czarnej Środy z 1992 r. spowodowały, że Lamont stał się najbardziej krytykowanym ministrem w gabinecie Majora. W maju 1993 r. Lamont zrezygnował ze stanowiska kanclerza skarbu i odrzucił propozycję objęcia teki ministra środowiska.
Będąc poza rządem Lamont stał się wielkim krytykiem poczynań administracji Majora. Eurosceptyk, wydał w 1995 r. książkę Sovereign Britain, w której postulował wystąpienie Wielkiej Brytanii z Unii Europejskiej. Obecnie jest przewodniczącym eurosceptycznej Bruges Group. W 1997 r. zlikwidowano jego okręg wyborczy, więc Lamont wystartował w okręgu Harrogate and Knaresborough, ale przegrał tam dość znacznie z kandydatem Liberalnych Demokratów. Ustępujący premier John Major nie umieścił go na liście proponowanych parów dożywotnich. Dopiero w 1998 r. były kanclerz skarbu otrzymał tytuł barona Lamont of Lerwick i zasiadł w Izbie Lordów.
Obecnie jest dyrektorem Scottish Annuity & Life Holding oraz od 1996 r. przewodniczącym Le Cercle.

## Publikacje
- autobiografia In Office, wyd. Little Brown, 1999, ISBN 0-7515-3058-1

## Odznaczenia
- Krzyż Komandorski Orderu Wiernej Służby (Rumunia, 2010)[1]